# Titan Games
Titan Games är ett svenskt spelföretag som grundades 1982 av Mikael Börjesson, Kjell Regmer och Thomas Gunnarsson.
Företaget är baserat i Göteborg där de även drev en spelbutik mellan åren 1982 och 1990. Titan Games gav ut TSR:s bordsrollspel Dungeons & Dragons översatt till svenska. Utgivningen omfattade Dungeons & Dragons Basregler, Dungeons & Dragons Expertregler samt fem äventyrsmoduler. 1990 var företaget på väg att ge ut Advanced Dungeons & Dragons Second Edition men tvingades i stället lägga verksamheten i malpåse, till stor del beroende på de licensavgifter TSR krävde.
1983 gav Titan Games även ut ett äventyr kallat Tvillingbergen till Drakar och Demoner.
2015 startade Titan Games sin utgivning igen i blygsam skala med Dunder och Drakar, Äventyrsspelet.